# Amuxiong
Amuxiong (kinesiska: 阿木雄, 阿木雄乡) är en socken i Kina. Den ligger i den autonoma regionen Tibet, i den sydvästra delen av landet, omkring 450 kilometer väster om regionhuvudstaden Lhasa. Antalet invånare är 857. Befolkningen består av 393 kvinnor och 464 män. Barn under 15 år utgör 32 %, vuxna 15-64 år 62 %, och äldre över 65 år 5,0 %.
Genomsnittlig årsnederbörd är 556 millimeter. Den regnigaste månaden är juli, med i genomsnitt 146 mm nederbörd, och den torraste är december, med 11 mm nederbörd.